# أوشن هورن: فرسان المملكة المفقودة
أوشن هورن: فُرسان المملكة المفقودة (بالإنجليزية: Oceanhorn 2: Knights of the Lost Realm)، هي لعبة فيديو فنلندية من نوع مغامرات، وهي مقتبسة من سلسلة ذا ليجند أوف زيلدا، وهي من تطوير ونشر ستوديو كرونفكس أند براذرز، صدرت اللعبة في المتاجر الإلكترونية بتاريخ 19 سبتمبر 2019، وتعمل على عدة منصات، ومنها: مايكروسوفت ويندوز وبلاي ستيشن 5 ونينتندو سويتش وإكس بوكس سيريس إكس/إس، تدعم اللعبة 15 لغة، ومن بينها العربية.